# Wendover (Utah)
Wendover è un comune degli Stati Uniti d'America, nella contea di Tooele nello Stato dello Utah.